# Estación de Mapastepec
Mapastepec será una estación de trenes que se encuentra en Mapastepec, Chiapas.

## Historia
La estación fue establecida sobre el Ferrocarril Panamericano que desde 1908 comunicó a los poblados de las costas de Chiapas y del Soconusco con la frontera de Guatemala y con la línea del Ferrocarril de Tehuantepec. En 1907 estaban tendidos 394 kilómetros de vía, entre San Jerónimo y Huehuetán, pasando por donde se localiza la estación Mapastepec.
En 1911, los Departamentos de Tonalá y Soconusco, localizados en el sur de Chiapas, alcanzaron los enormes beneficios de estar ligados con una vía ferroviaria al resto de la nación.